# 埃里克·布热德
埃里克·布热德（法語：Éric Poujade，1972年8月8日—2024年6月30日），法国男子竞技体操运动员。他曾代表法国获得2000年夏季奥运会体操比赛男子鞍马银牌。他也参加了1996年夏季奥运会。